# Nicolae Ciachir
Nicolae Ciachir (n. 1 ianuarie 1928, Vaisal, România  – d. 2007) a fost un istoric român, specializat în studii est-europene,
urmașul unei familii de preoți din Basarabia.

## Viața și activitatea
Nicolae Ciachir se trage dintr-o veche familie de preoți basarabeni. Ȋn “Figuri proeminente de preoți basarabeni” apare consemnat despre bunicul său, Mihail Ciachir (1861 - 1938): “Modest, dar cult, vorbea curent româna, rusa, ucraineana, turca, traducea din latină și greacă veche/…/ și fiul său, preotul Nicolae Ciachir, era o autoritate în lumea preoțimii basarabene” (Arhiva Mitropoliei Olteniei, fond Facultatea de Teologie din Chișinău, dos. Figuri proeminente de preoți basarabeni, p.159).
Ȋn acest context, fiica dânsului, doamna Nicoleta Ciachir, risipește astfel iluzia originii găgăuze a lui Mihail Ciachir. Familia Ciachir își trage obârșia din Șabla, Bulgaria; prigonită de turci, se stabilește în zona Ploieștiului, iar în 1790, cu sprijinul boierului Balș, se așează la răsărit de Prut, în comuna Gura Galbenă, Tighina. Mihail Ciachir a fost un credinsios al Basarabiei, cărturar iluminist, poliglot, neobosit slujitor al Bisericii Ortodoxe, deputat în Duma Rusă din partea Basarabiei, decorat cu ordinele “Sf. Ana” și “Ȋmparatul Alexandru al II-lea” pe timpul Rusiei Țariste și ordinul “Steaua României”, președinte al comisiei speciale de traduceri și de iluminare pentru găgăuzii din Basarabia.
Studiile secundare le-a făcut în mai multe orașe precum Ismail, Brăila, Odorhei, Brașov, iar studiile universitare le-a absolvit la București în 1949. Obține doctoratul în istorie în anul 1961. Acesta își începe cariera în învățământul universitar ca asistent (1949-1955), ca mai apoi să ocupe posturile de lector (1955-1967) și conferențiar (din 1967), toate aceste posturi fiind în cadrul Facultății de Istorie din București. A fost membru al Societății bulgare de științe istorice, al Societății de științe istorice și filologice din Albania și al Societății de științe istorice a regiunii Kosovo-Priștina. A fost un balcanolog, aducând numeroase contribuții privind probleme din sfera politică a Peninsulei Balcanice în secolul al XIX-lea.
Este fondatorul Asociației de Balcanistică și Slavistică din România (A.B.S.R.) și a fost profesor la Universitatea Valahia din Târgoviște între anii 1993-2002]

## Publicații
- Acțiuni militare ruso-romîno-bulgare in războiul din 1877-1878, Ion Focșenanu, Nicolae Ciachir, Editura milit. a Min. forțelor armate ale R.P.R., 1957
- O sutǎ de ani de la unirea principatelor, Nicolae Ciachir, Editura Militară, 1958
- Frǎția de arme romino-sovieticǎ, Nicolae Ciachir, Leonida Loghin, 1959
- Pagini din lupta poporului român pentru independența naționala, 1877-1878, Nicolae Ciachir, Editura politică, 1967
- Mihail Kogălniceanu, Nicolae Ciachir, Constantin Bușe, Editura Meridiane Publishing House, 1967
- România în sud-estul Europei (1848-1886), Nicolae Ciachir, Editura Politică, 1968
- Poziția României față de criza balcanică: 1875-1877, Nicolae Ciachir, 1970
- Contributii la istoricul relatiilor romano-turce: 1878-1914, Nicolae Ciachir, Editura Asociația de Drept Internațional și Relații Internaționale, 1970
- Soliman Magnificul: Sultanul și epoca sa, Nicolae Ciachir, Editura enciclopedică română, 1972
- Războiul pentru Independenta Romaniei in contextul european: (1875-1878), Nicolae Ciachir, Editura ̧Științifică ̧si Enciclopedicâ, 1977
- Diplomația europeană în epoca modernă, Nicolae Ciachir, Gheorghe Bercan, Editura Științifică și Enciclopedică, 1984
- Poporul român și lupta de eliberare a popoarelor din Balcani, Nicolae Ciachir, Editura Direcția generală a arhivelor statului, 1986
- Istoria popoarelor din sud-estul Europei în epoca modernǎ: 1789-1923, Nicolae Ciachir, Editura Științifică și Enciclopedică, 1987
- Basarabia sub stăpînire țaristă: (1812 - 1917), Nicolae Ciachir, Editura Didactică și Pedagogică, 1992
- Rǎzbunǎri celebre: de la Cain la Stalin, Nicolae Ciachir, Editura Carpații și Balcanii, 1993
- Marile puteri și România: (1856-1947), Nicolae Ciachir, Editura Albatros, 1996
- Istoria neștiută: răzbunări celebre - de la Cain la Stalin, Nicolae Ciachir, Editura Oscar Print, 1997
- Istoria slavilor, Nicolae Ciachir, Editura Oscar Print, 1998
- Istoria politică Europei de la Napoleon la Stalin, Nicolae Ciachir, Editura Oscar Print, 1997
- Istoria modernă a Poloniei, Nicolae Ciachir, Universitatea din București, Facultatea de Istorie-Filozofie, București, 1987
- Istoria universală modernă: 1642-1789, Vol. 1, Nicolae Ciachir, Editura Oscar Print, 1998
- Istoria relațiilor internaționale de la Pacea Westfalica (1648), până în contemporaneitate (1947), Nicolae Ciachir, Editura Oscar Print, 1998
- Basarabia voievodală românească până la sfârșitul celui de-al doilea război mondial, Nicolae Ciachir, Editura Oscar Print, 1999
- Din istoria Bucovinei: 1775-1944, Nicolae Ciachir, Editura Oscar Print, 1999
- Un istoric român ancorat în lumea contemporanâ: Evocări, 1927-1949, Nicolae Ciachir, Editura Oscar Print, 2001
- Un istoric român ancorat în lumea contemporanâ, Nicolae Ciachir, Editura Oscar Print, 2003

## Publicații în alte limbi
- Aspects concernant les relation[s] politiques roumaino-serbes: entre 1863-1875 (depuis l'établissement des relations diplomatiques jusqu'à la réouverture du problème orientale), Nicolae Ciachir,
- Vklad Rumynii v osvoboždenie Čechoslovakii (1944-1945 gg.), 1968
- Khristo Botev v Rumŭnii︠a︡: novi izsledvanii︠a︡, Nicolae Ciachir, Editura Nauka i izkustvo, 1980

## Publicații în colaborare
- Mihail Kogălniceanu [franz.], Nicolae Ciachir, Constantin Bușe, Editura Meridiane, 1967
- La personnalite du heros albanais Georges Kastriote-Skanderberg dans quelques ouvrages roumains, Nicolae Ciachir, Gelcu Sefedin Maksutovici, Dumitru Polena, Editura Université d'état de Tirana, Institut d'histoire et de linguistique, 1968
- Republica Socialistă Federativă Jugoslavia, Nicolae Ciachir, Panait Gălăteanu, Editura Enciclopedică Română, 1969
- Dimpomația europeanǎ în epoca modernǎ, Nicolae Ciachir, Gheorghe Bercan, Editura Ștințifica și Enciclopedica, 1984
- A Legrovidebb Nap: Fecseg a Felszin: Ket Kisregeny, Gusztáv Herédi, Nicolae Ciachir, Editura Yoyo Only, 1995
- Din istoria tătarilor de la Ginghis Han la Gorbaciov, Mehmet Ablay, Nicolae Ciachir, Editura Kriterion, 1997
- Studii și documente despre istoria albanezilor din România, Nicolae Ciachir, Gelcu Sefedin Maksutovici, Editura Ararat, 1998